# Championnat de France féminin de handball de Nationale 1 2022-2023
Navigation
2021-2022 2023-2024
Le championnat de France féminin de handball de Nationale 1 est le troisième niveau de cette discipline dans en France derrière la Division 2.

## Modalités
Le championnat oppose cinquante-deux équipes dont quelques réserves de clubs de Division 1 (LBE) et Division 2. Les équipes sont réparties en quatre poules de treize selon des critères géographiques et sportifs (classement de la saison précédente, équilibre des équipes réserves).
À la fin de la saison, le meilleur premier dispute une finale contre le champion ultramarin pour déterminer le champion de France. Dans chaque poule, l'équipe non réserve la mieux classée est susceptible d’accéder en Division 2, soit 4 équipes qui sont classées de 1 à 4. Les 4 équipes seront départagés de la façon suivante (dans l’ordre, le critère suivant s’applique si le précédent ne permet pas de départager deux équipes) :
- ratio nombre de points sur nombre de matches joués,
- ratio goal average, sur nombre de matches joués,
- ratio meilleure attaque sur nombre de matches joués,
- tirage au sort.
Une fois ce classement à 4 établi, les équipes classées première et deuxième accèdent en Division 2. Un barrage d’accession en match aller/retour se joue entre l'équipe classée troisième et l'équipe classée quatrième, le match aller se disputant chez l'équipe classée quatrième. Les trois derniers de chaque groupe (soit 12 clubs) descendent en Nationale 2.

## Équipes participantes
| \| Angoulême Côte basque Bergerac Bordes Bruguières Cognac La Roche-sur-Yon Mérignac Mios Moncoutant Montluçon Pessac Rochechouart Alfortville Brest Chambray Colombelles Fleury Harnes Nantes Octeville Palaiseau Rennes Rouen Saint-Amand Saint-Grégoire ATH Besançon Chevigny Dijon Épinal Metz Montigny Reims Rueil-Malmaison Saint-Maur Steinbach Strasbourg Yutz Annecy-le-V. Bouc-Bel-Air Bourg-de-Péage Cannes Échirolles La Motte-S. Le Pouzin Mazan Montpellier Nice Saint-Étienne Saint-Flour Thuir \| Localisation des clubs engagés dans le championnat. |
| Angoulême Côte basque Bergerac Bordes Bruguières Cognac La Roche-sur-Yon Mérignac Mios Moncoutant Montluçon Pessac Rochechouart Alfortville Brest Chambray Colombelles Fleury Harnes Nantes Octeville Palaiseau Rennes Rouen Saint-Amand Saint-Grégoire ATH Besançon Chevigny Dijon Épinal Metz Montigny Reims Rueil-Malmaison Saint-Maur Steinbach Strasbourg Yutz Annecy-le-V. Bouc-Bel-Air Bourg-de-Péage Cannes Échirolles La Motte-S. Le Pouzin Mazan Montpellier Nice Saint-Étienne Saint-Flour Thuir                                                           |

## Première phase

### Légende
- Promu en Division 2 ou barragiste pour l'accession à cette division.
- Repêché d'une relégation en Nationale 2.
- Relégué en Nationale 2.
- Rétrogradé en Nationale 2 pour raison extra-sportive.
- R : Relégué de Division 2.
- P : Promu de Nationale 2.

### Poule 1

#### Classement
|    | Équipe                         | Pts | J  | G  | N | P  | Bp  | Bc  | Diff |
| -- | ------------------------------ | --- | -- | -- | - | -- | --- | --- | ---- |
| 1  | Stade pessacais UC             | 70  | 24 | 23 | 0 | 1  | 825 | 510 | 315  |
| 2  | US Mios-Biganos HB             | 67  | 24 | 21 | 1 | 2  | 787 | 553 | 234  |
| 3  | Rochechouart St-Junien HB 87 R | 51  | 24 | 12 | 3 | 9  | 629 | 601 | 28   |
| 4  | Angoulême Charente handball    | 49  | 24 | 12 | 1 | 11 | 627 | 667 | -40  |
| 5  | Bergerac 2P HB                 | 49  | 24 | 11 | 3 | 10 | 703 | 715 | -12  |
| 6  | Entente Côte basque            | 48  | 24 | 11 | 2 | 11 | 627 | 612 | 15   |
| 7  | La Roche-sur-Yon Vendée HB     | 48  | 24 | 11 | 2 | 11 | 573 | 615 | -42  |
| 8  | BS Montluçon HB                | 48  | 24 | 10 | 4 | 10 | 642 | 674 | -32  |
| 9  | Mérignac Handball rés.         | 47  | 24 | 10 | 3 | 11 | 615 | 676 | -61  |
| 10 | Bruguières OC 31               | 45  | 24 | 9  | 3 | 12 | 719 | 736 | -17  |
| 11 | Moncoutant SAM                 | 41  | 24 | 7  | 3 | 14 | 613 | 641 | -28  |
| 12 | Bordes Sports                  | 37  | 24 | 6  | 1 | 17 | 513 | 594 | -81  |
| 13 | Cognac ALJO P                  | 24  | 24 | 0  | 0 | 24 | 451 | 730 | -279 |

### Poule 2

#### Classement
|    | Équipe                          | Pts | J  | G  | N | P  | Bp  | Bc  | Diff |
| -- | ------------------------------- | --- | -- | -- | - | -- | --- | --- | ---- |
| 1  | HB Octeville-sur-Mer R          | 66  | 24 | 21 | 0 | 3  | 755 | 643 | 112  |
| 2  | Rouen Handball                  | 64  | 24 | 20 | 0 | 4  | 751 | 613 | 138  |
| 3  | Brest Bretagne Handball rés.    | 57  | 24 | 15 | 3 | 6  | 703 | 603 | 100  |
| 4  | CPB Rennes Handball P           | 53  | 24 | 13 | 3 | 8  | 684 | 631 | 53   |
| 5  | Harnes HBC                      | 51  | 24 | 12 | 3 | 9  | 726 | 654 | 72   |
| 6  | Neptunes de Nantes rés.         | 51  | 24 | 13 | 1 | 10 | 669 | 644 | 25   |
| 7  | Saint-Amand Handball rés. P     | 49  | 24 | 12 | 1 | 11 | 671 | 682 | -11  |
| 8  | CL Colombelles Handball         | 45  | 24 | 10 | 1 | 13 | 638 | 662 | -24  |
| 9  | Chambray Touraine Handball rés. | 45  | 24 | 10 | 1 | 13 | 620 | 633 | -13  |
| 10 | CJF Fleury Loiret Handball rés. | 42  | 24 | 9  | 0 | 15 | 607 | 690 | -83  |
| 11 | US Palaiseau                    | 41  | 24 | 8  | 1 | 15 | 602 | 676 | -74  |
| 12 | US Alfortville Handball         | 32  | 24 | 4  | 0 | 20 | 544 | 687 | -143 |
| 13 | Saint-Grégoire Rennes MHB rés.  | 28  | 24 | 2  | 0 | 22 | 542 | 694 | -152 |

### Poule 3

#### Classement
|    | Équipe                                | Pts | J  | G  | N | P  | Bp  | Bc  | Diff |
| -- | ------------------------------------- | --- | -- | -- | - | -- | --- | --- | ---- |
| 1  | JDA Dijon Handball rés.               | 68  | 24 | 22 | 0 | 2  | 782 | 626 | 156  |
| 2  | Metz Handball rés.                    | 68  | 24 | 22 | 0 | 2  | 771 | 538 | 233  |
| 3  | ES Besançon Féminin rés.              | 60  | 24 | 17 | 2 | 5  | 729 | 651 | 78   |
| 4  | Reims Champagne HB                    | 53  | 24 | 13 | 3 | 8  | 659 | 648 | 11   |
| 5  | ASPTT Strasbourg                      | 52  | 24 | 13 | 2 | 9  | 685 | 660 | 25   |
| 6  | Stella Saint-Maur Handball rés.       | 52  | 24 | 14 | 0 | 10 | 642 | 590 | 52   |
| 7  | Chevigny-Saint-Sauveur HB             | 46  | 24 | 10 | 2 | 12 | 651 | 671 | -20  |
| 8  | Yutz handball féminin                 | 46  | 24 | 9  | 4 | 11 | 661 | 640 | 21   |
| 9  | Rueil AC Handball P                   | 45  | 24 | 9  | 3 | 12 | 652 | 650 | 2    |
| 10 | HBC Thann Steinbach P                 | 39  | 24 | 7  | 1 | 16 | 553 | 665 | -112 |
| 11 | Achenheim Truchtersheim Handball rés. | 36  | 24 | 5  | 2 | 17 | 608 | 702 | -94  |
| 12 | Épinal Handball                       | 33  | 24 | 4  | 1 | 19 | 571 | 667 | -96  |
| 13 | Entente Handball Montigny-lès-Metz    | 26  | 24 | 1  | 0 | 23 | 574 | 830 | -256 |

### Poule 4

#### Classement
|    | Équipe                        | Pts                                      | J                                        | G                                        | N                                        | P                                        | Bp                                       | Bc                                       | Diff                                     |
| -- | ----------------------------- | ---------------------------------------- | ---------------------------------------- | ---------------------------------------- | ---------------------------------------- | ---------------------------------------- | ---------------------------------------- | ---------------------------------------- | ---------------------------------------- |
| 1  | Le Pouzin HB 07               | 61                                       | 22                                       | 19                                       | 1                                        | 2                                        | 616                                      | 490                                      | 126                                      |
| 2  | SHBC La Motte-Servolex        | 59                                       | 22                                       | 18                                       | 1                                        | 3                                        | 604                                      | 478                                      | 126                                      |
| 3  | Union du pays d'Aix Bouc HB   | 59                                       | 22                                       | 18                                       | 1                                        | 3                                        | 603                                      | 473                                      | 130                                      |
| 4  | OGC Nice rés.                 | 45                                       | 22                                       | 11                                       | 1                                        | 10                                       | 621                                      | 627                                      | -6                                       |
| 5  | AS Cannes-Mandelieu R         | 44                                       | 22                                       | 10                                       | 2                                        | 10                                       | 550                                      | 584                                      | -34                                      |
| 6  | CS Annecy-le-Vieux            | 44                                       | 22                                       | 10                                       | 2                                        | 10                                       | 550                                      | 561                                      | -11                                      |
| 7  | HBF Montpellier Frontignan 34 | 43                                       | 22                                       | 10                                       | 1                                        | 11                                       | 610                                      | 604                                      | 6                                        |
| 8  | Mazan-Sorgues HB 84 P         | 37                                       | 22                                       | 6                                        | 3                                        | 13                                       | 548                                      | 605                                      | -57                                      |
| 9  | Handball Saint-Étienne M42 P  | 36                                       | 22                                       | 6                                        | 2                                        | 14                                       | 517                                      | 576                                      | -59                                      |
| 10 | HBC Thuir P                   | 35                                       | 22                                       | 6                                        | 1                                        | 15                                       | 553                                      | 638                                      | -85                                      |
| 11 | Saint-Flour Handball          | 35                                       | 22                                       | 6                                        | 1                                        | 15                                       | 539                                      | 622                                      | -83                                      |
| 12 | HBC Échirolles-Eybens         | 30                                       | 22                                       | 3                                        | 2                                        | 17                                       | 532                                      | 585                                      | -53                                      |
| -  | Bourg-de-Péage DH rés.        | Forfait général (liquidation judiciaire) | Forfait général (liquidation judiciaire) | Forfait général (liquidation judiciaire) | Forfait général (liquidation judiciaire) | Forfait général (liquidation judiciaire) | Forfait général (liquidation judiciaire) | Forfait général (liquidation judiciaire) | Forfait général (liquidation judiciaire) |

### Classement interpoules des premiers
|   | Équipe                 | Pts | J  | G  | N | P | Bp  | Bc  | Diff | Dép           |
| - | ---------------------- | --- | -- | -- | - | - | --- | --- | ---- | ------------- |
| 1 | Stade pessacais UC     | 70  | 24 | 23 | 0 | 1 | 825 | 510 | 315  | 2,92pts/match |
| 2 | Le Pouzin HB 07        | 61  | 22 | 19 | 1 | 2 | 616 | 490 | 126  | 2,77pts/match |
| 3 | HB Octeville-sur-Mer R | 66  | 24 | 21 | 0 | 3 | 755 | 643 | 112  | 2,75pts/match |
| 4 | Reims Champagne HB     | 53  | 24 | 13 | 3 | 8 | 659 | 648 | 11   | 2,21pts/match |

- Promu en Division 2 et qualifié pour la finale du Championnat de France de Nationale 1.
- Promu en Division 2.
- Barragiste pour l'accession en Division 2.
- R : Relégué de Division 2.
- P : Promu de Nationale 2.

## Phases finales

### Barrage d’accession
Les deux premières équipes sont directement promues en Division 2. Les équipes classés 3e et 4e disputent un barrage d'accession en match aller/retour.
| 27 mai 2023 19h00 | Reims Champagne HB | 22 - 32 | HB Octeville-sur-Mer | Complexe René-Tys, Reims |
| 27 mai 2023 19h00 | (8 - 19)           |         |                      | Complexe René-Tys, Reims |

| 3 juin 2023 20h00 | HB Octeville-sur-Mer | 28 - 24 | Reims Champagne HB | Espace du Littoral, Octeville-sur-Mer |
| 3 juin 2023 20h00 | (13 - 15)            |         |                    | Espace du Littoral, Octeville-sur-Mer |

### Finale
Le titre de champion de France se joue entre le meilleur premier de groupe de la compétition métropolitaine et le champion ultramarin.
| 3 juin 2023 17h30 | Étoile de Morne à l'Eau | 17 - 48 | Stade pessacais UC | Palais des sports Robert-Oubron, Créteil |
| 3 juin 2023 17h30 | (7 - 23)                |         |                    | Palais des sports Robert-Oubron, Créteil |

Le Stade pessacais UC est sacré champion de France de Nationale 1 féminine

## Bilan de la saison
| Tableau d'honneur de la saison 2022-2023 | |
| Compétition                              | Vainqueur |
| Nationale 1                              | Stade pessacais Union Club |
| Promotions et relégations                | |
| Promu en Division 2                      | Stade pessacais UC Le Pouzin HB 07 HB Octeville-sur-Mer R |
| Relégués de Division 2                   | CJF Fleury Loiret Palente Besançon Handball ASUL Vaulx-en-Velin |
| Relégués en Nationale 2                  | Bourg-de-Péage Drôme Handball rés. Cognac ALJO P Bordes Sports Moncoutant SAM Saint-Grégoire Rennes MHB rés. US Alfortville Handball Entente Handball Montigny-lès-Metz Épinal Handball HBC Échirolles-Eybens Saint-Flour Handball Achenheim Truchtersheim Handball rés. CJF Fleury Loiret Handball rés. |
| Promus de Nationale 2                    | HBC Celles-sur-Belle rés. Roz Hand'Du 29 SBBL Béthune Handball Handball Plan-de-Cuques rés. Zibero Sport Tardets Villemomble Handball Entente Saône Mamirolle HB Bron Handball |